# 震电战斗机
震电（震電，しんでん），是第二次世界大战末期大日本帝国海军研发的单座攔截機。震电的動力設計在機體後方，以前衛的後掠翼搭配前翼设计，目的是拦截高空的“B-29”轰炸机。在1945年（昭和20年）6月完成了第一架原型機，隨即在測試時出現多起意外及長期待料，1945年8月首次试飞，八月中日本投降，故未參戰。机体编号为“J7W1”，无盟军代号。

## 开发流程

### 构想与研究

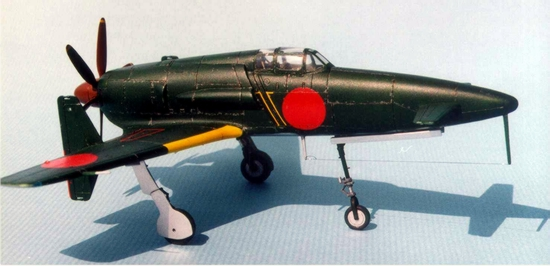
震電等比例模型

1942年（昭和17年）到1943年（昭和18年）间，日本海军航空技术厂（“空技厂”）飞行机部的鹤野正敬大尉试图摆脱过去传统并且为了能大幅度提高性能开始勾画了一种前翼式战斗机。一般的设计都習慣把发动机，螺旋桨和武器装备都集中放在飞机机身的前面，从而使得飞机的尾部显的相对空旷。新型的战斗机废除了过去的水平尾翼，而把其挪到了主翼的前面。武器被留在了前方，但是发动机和螺旋桨都被设计在了飞机的后部。这样子的布局从某种程度上尽量利用了全部的空间，同时也尽量缩小了同等装备机体的体积。另外一个考虑也为了减少前方的空气阻力从而达到过去普通设计所达不到的速度优势。
虽然当时不少世界其它国家也作了前翼式飞机的研究和开发，特别是美国柯蒂斯萊特的XP－55“上升者”，意大利安布罗西尼的SS4，和英国玛尔斯的M.35/39“蜻蜓”，但是都因为各种原因未能投入实用。海军航空技术厂内的不少研究人员也批判了这种设计，部分人则指出“这种自然界都没有的形状肯定有它自身的缺点，鹤野他却没能注意到这点”。但是为了对抗美国的新型机体，大部分人也只能同意了继续开发这种过去从没试过的飞机。
1943年（昭和18年）8月，震电的模型首次在风洞中进行测试。1944年（昭和19年）1月末，作为样式机的小型滑翔机“MXY6”完成了从一千米高空的滑翔测试，至此完成了初步基础研究任务。此时的日本海军也大致预测到了美国轰炸机群将不断来袭击日本本土的事实，同年2月开始了制作震电试作机的计划，并且把开发任务同时委托给刚刚完成陆上反潜巡逻机Q1W“东海”研究的九州飞行机公司。

### 开发
1944年（昭和19年）5月，为了拦截B－29重型轰炸机，日本海军正式下令了“十八试局地战斗机震电”试作机开发计划。海军当初要求震电的图纸在四月份就完成，然后在1944年末就进行试飞。为了达到月产三百架产品的目标，九州飞行机一度计划在鹿儿岛县周围的奄美大岛，种子岛和熊本县召集超过五万名工人，不少为女学生来工作。因为当时鋁金属的稀缺，还考虑了将来利用铁来作为主要制作材料。1944年6月16日，日本本土北九州的八幡市迎来了首次B－29的袭击，设计小组在当地观察了对方飞机的特征。1944年11月，九州飞行机厂聚集了多名技术人员用了半年时间就完成了通常一年半的作业，构制了将近六千张设计图纸。同月，一名在访的德国亨舍尔公司的技师对原来的图纸作了几点量产化的改进。原本为震电所预订的“Ha－43”（ハ43）四二型引擎（二千一百三十马力）的三菱重工名古屋工厂因为当时的“东南海地震”和美军的空袭使得工厂基地严重被毁，从而大幅度耽误了开发过程。1945年（昭和19年）3月，福冈县的大刀洗机场被袭，九州公司连夜把飞机零部件转移到了同县的筑紫野市。
1945年6月，刚刚完成的试作一号机被搬运到了席田飞机场（今天的福冈机场）。次月正式完工，鹤野正敬大尉亲自参加了初步滑行测试，当他过力拉起机头的时候，后部的螺旋桨则碰到了地面使得叶面发生了扭曲。随后测试团队借用了试作二号机的螺旋桨，并且在位于后部主翼的下面安装了九州K11W“白菊”练习机的车轮以防再次触地。1945年8月3日，震电成功完成了首次试飞。在同月6日和8日继续了飞行测验，随即因为发动机的故障在和三菱重工联系的途中战争正式被终结。

## 性能

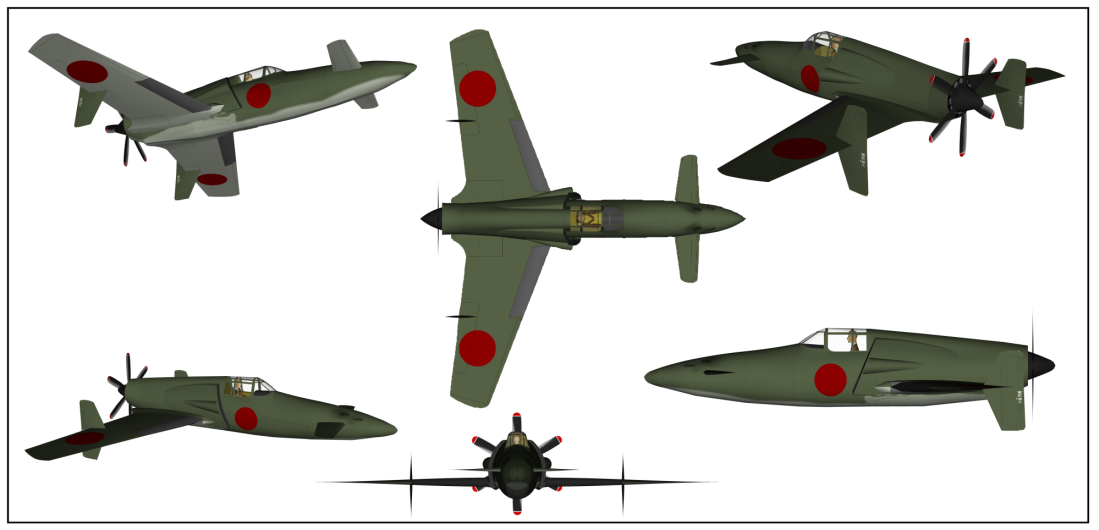
震電多視圖

| 机型                 | 震电                                                                                            |
| -------------------- | ----------------------------------------------------------------------------------------------- |
| 编号                 | J7W1                                                                                            |
| 全宽                 | 11.114m                                                                                         |
| 全长                 | 9.76m                                                                                           |
| 全高                 | 3.55m                                                                                           |
| 机翼面积             | 20.50m²                                                                                         |
| 机翼最大承受力       | 240kg/m²                                                                                        |
| 机身自重             | 3,525kg                                                                                         |
| 战斗重量             | 4,950kg                                                                                         |
| 燃料容量             | 800L(機身400L、機翼200L；全部都是自封油箱)+外掛副油箱200Lx2筒                                   |
| 发动机               | 三菱重工“Ha－43”四二型引擎（ハ-43-42）                                                                  |
| 最高时速（预测）     | 750km/h（高度8,700m）                                                                           |
| 巡航时速（预测）     | 425km/h                                                                                         |
| 爬升速度（预测）     | 750m/min                                                                                        |
| 最高飞行高度（预测） | 12,000m                                                                                         |
| 最大飞行距离（预测） | 1,000km～2,000km                                                                                |
| 装备                 | 四挺30mm口徑五式機炮（每挺携带60发弹药，发射速度为每秒6发至9发） 两挺训练用7.9mm机枪 一部照像枪 |
| 炸弹                 | 60kg航空炸弹4枚 30kg航空炸弹4枚（或混搭）                                                       |
| 生产数量             | 2架                                                                                             |

## 喷气化构想
震电的喷气化战斗机后来出现在了不少日本游戏和空战小说里。不少人把这种改良机称为了“震电改”（J7W2），但是实际上这种意图从未被记录过。现在以存的震电喷气化构想只在当时九州飞行机设计部第一设计课副科长清原邦武在一份寄给航空杂志（『航空情報』（1955年2月号））的稿子里曾经写到。当时负责震电动力班的主任西村三男也曾说到“没有对其进行任何具体研究”。清原邦武所提到的石川岛“Ne-130”（ネ-130）发动机在终战来临时也未成功进行任何全力测试。就算在其前身的“Ne-20”（ネ-20）也未能解决引擎过热使得涡轮膨胀的问题，使得大部分试作喷气发动机只有四小时的寿命（大大低于了最初设计的十五个小时）。战争末期的日本缺少大部分稀有金属（如镍和铬），这也是当时喷气战斗机开发（如同为海军的“橘花”）的一大难以逾越的壁。就算试作发动机能够为震电提供动力，但是规模化的量产仍然是不太现实的构想。

## 現有飛機/複製品

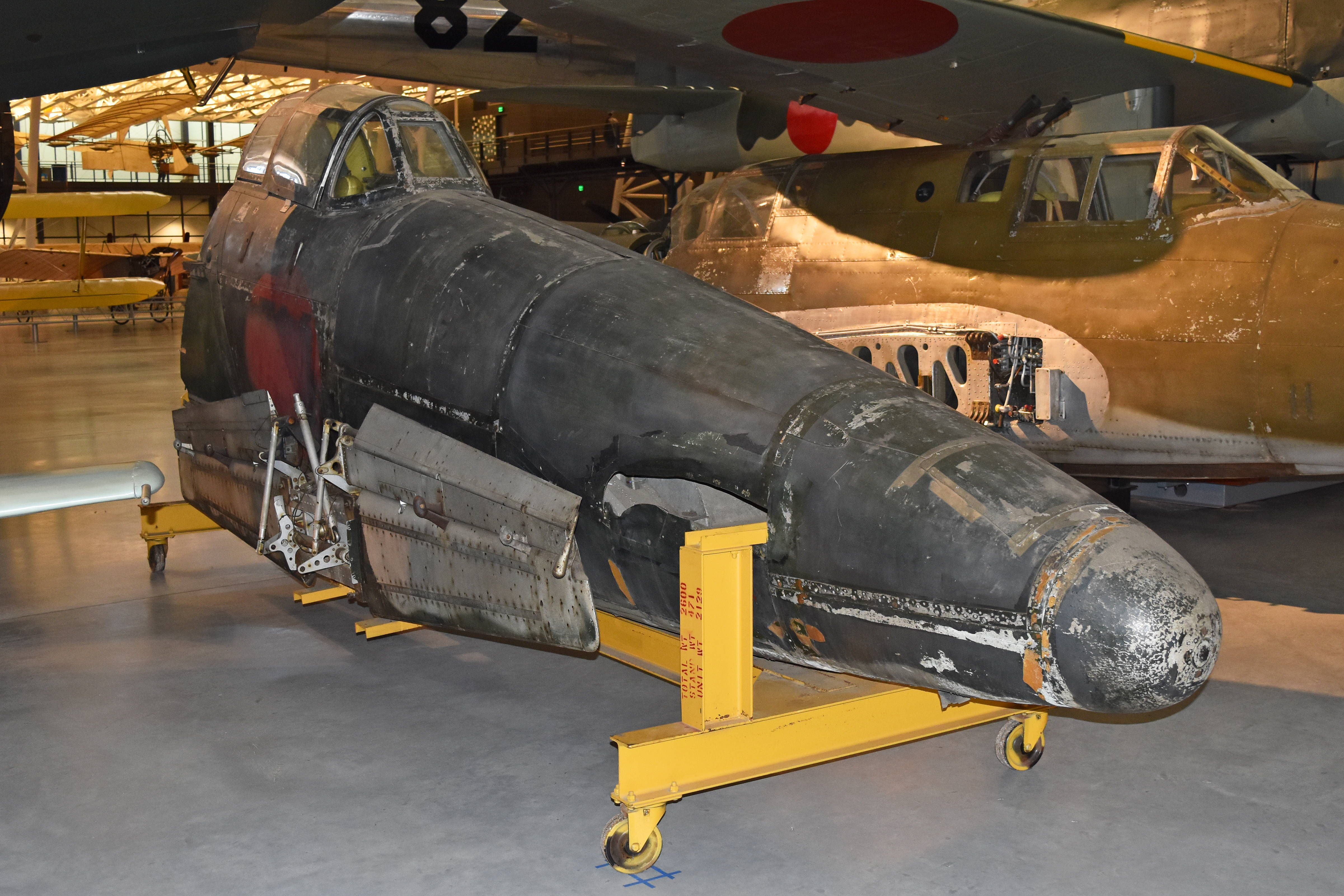
目前於史蒂文·乌德沃尔哈齐中心展出的1號機機頭。

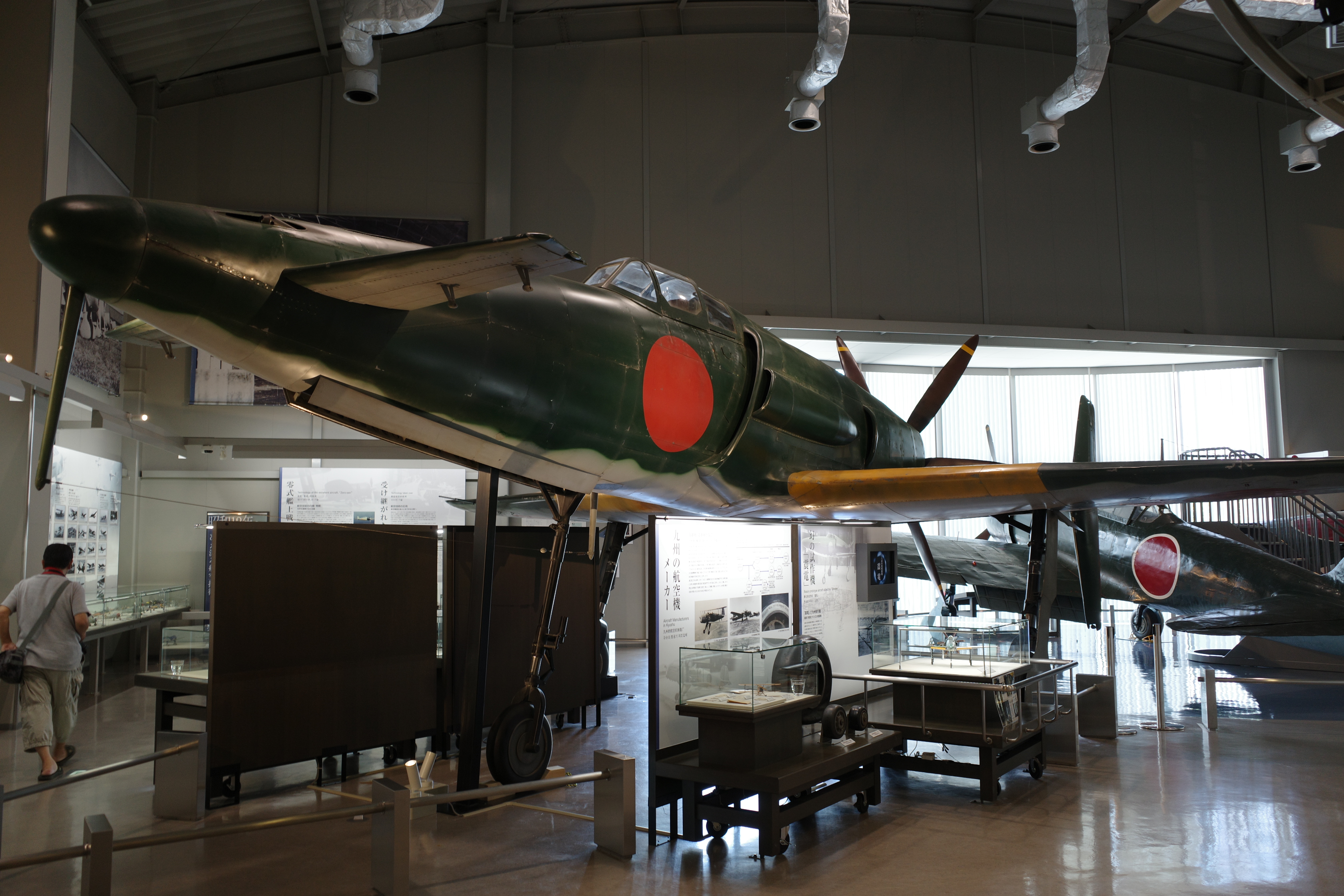
筑前町立大刀洗和平記念館的震電戰鬥機複製品

戰爭結束後，海軍下令焚燒了2號、3號和10號機組的設計圖、文件和零件，但1號機及相關資料則被保存在蓆田飛行場的機庫中。根據盟軍的命令，曾被毀壞的擋風玻璃等部件在此後進行修復（據說1號機在戰敗後被工廠工人憤怒毀掉），並下令進行試飛，然而這個計畫並未實現。
1945年10月，1號機透過海運運往美國進行研究。九州飛機總部以外的分廠儲存的資料也被翻譯成英文並交給美國軍方。1號機組以拆卸狀態保存在美國國家航空太空博物館的保羅·E·加伯維護、修復和存儲設施中。截至2017年，這架飛機目前存放在史蒂文·乌德沃尔哈齐中心。僅展出駕駛艙前面的部分。，而其他零件仍存放在馬里蘭州銀山。
自2022年7月起，為了拍攝將於2023年上映的電影《哥吉拉-1.0》，一架全尺寸的複製品被製作並展出在福岡縣筑前町的筑前町立大刀洗和平記念館

## 相关项目
- 紫电
- 雷电
- 三式战斗机“飞燕”
- 四式战斗机“疾风”
- 五式战斗机
- 閃電戰鬥機

### 書籍
- Green, William.  seventh impression 1973. London: Macdonald & Co. 1961. ISBN 0-356-01447-9.
- Francillon, Rene. . London: Putnam & Company Limited. 1979. ISBN 0-370-30251-6.